# Roy Oliver Disney

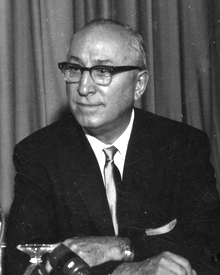
Roy Oliver Disney in 1965

Roy Oliver Disney (Chicago, 24 juni 1893 – Burbank (Californië), 20 december 1971) was de oudere broer van Walt Disney. Hij was de zoon van Elias Disney. Roy was de zakenpartner van Walt, en een persoon waarop hij kon steunen. Hij zorgde ervoor dat er genoeg geld voor hun zaak beschikbaar was. Na de dood van Walt Disney nam Roy het bedrijf over en zorgde ervoor dat alles goed kwam met de ideeën die Walt had bedacht voor het bedrijf. Roy Oliver Disney overleed op 78-jarige leeftijd.

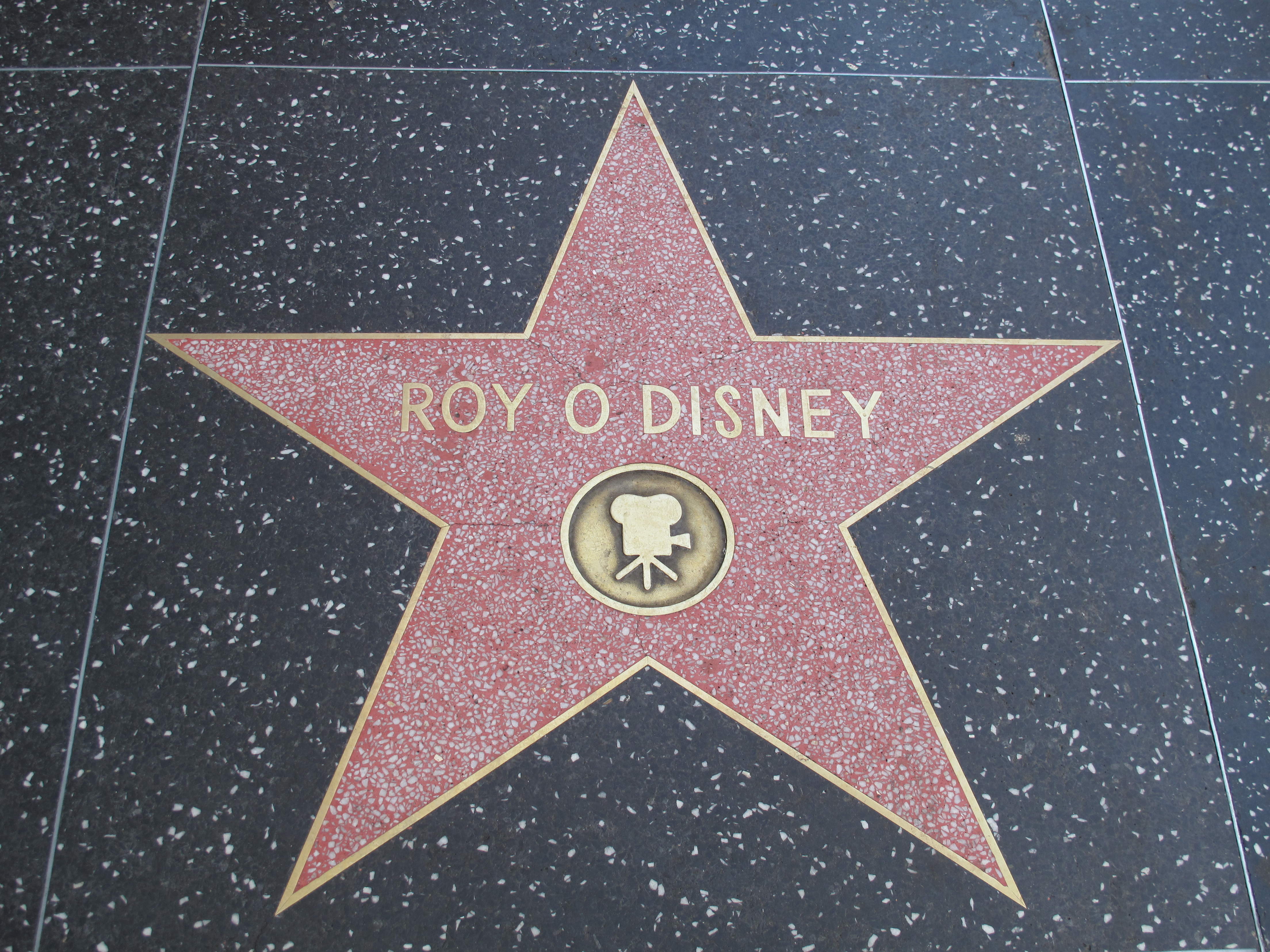
Roy O Disney op de Hollywood Walk of Fame, locatie: 6747 Hollywood Blvd

In 1998 kreeg hij een ster op de Hollywood Walk of Fame.
Disney kreeg in opvolging van zijn broer Walt in 1999 een bronzen standbeeld Sharing the Magic statue (Roy and Minnie statue). In Magic Kingdom, zit hij samen met Minnie Mouse op een bankje op Town Square. Bij de Walt Disney Studios (Burbank) staat een replica van het beeld. In Tokyo Disneyland staat ook een replica van het beeld.
Zijn zoon, Roy Edward Disney, was jarenlang bestuurder van het bedrijf.

## Stamboom
|                  |                  |                  |                  |                       |                       |                       |                       |                       |                       |                       |                       |                       |                       |  |  |                       |                       |                       |                       |                       |                       |  |  |                        |                        |                        |                        |                        |                        |  |  | Elias Disney | Elias Disney | Elias Disney | Elias Disney | Elias Disney      | Elias Disney      |                   |                   | Flora Call        | Flora Call        | Flora Call        | Flora Call        | Flora Call        | Flora Call        |  |  |                     |                     |                     |                     |                     |                     |  |  |                   |                   |                   |                   |                   |                   |  |  |                   |                   |                   |                   |                   |                   |                  |                  |                          |                          |                          |                          |                          |                          |  |  |
|                  |                  |                  |                  |                       |                       |                       |                       |                       |                       |                       |                       |                       |                       |  |  |                       |                       |                       |                       |                       |                       |  |  |                        |                        |                        |                        |                        |                        |  |  | Elias Disney | Elias Disney | Elias Disney | Elias Disney | Elias Disney      | Elias Disney      |                   |                   | Flora Call        | Flora Call        | Flora Call        | Flora Call        | Flora Call        | Flora Call        |  |  |                     |                     |                     |                     |                     |                     |  |  |                   |                   |                   |                   |                   |                   |  |  |                   |                   |                   |                   |                   |                   |                  |                  |                          |                          |                          |                          |                          |                          |  |  |
|                  |                  |                  |                  |                       |                       |                       |                       |                       |                       |                       |                       |                       |                       |  |  |                       |                       |                       |                       |                       |                       |  |  |                        |                        |                        |                        |                        |                        |  |  |              |              |              |              |                   |                   |                   |                   |                   |                   |                   |                   |                   |                   |  |  |                     |                     |                     |                     |                     |                     |  |  |                   |                   |                   |                   |                   |                   |  |  |                   |                   |                   |                   |                   |                   |                  |                  |                          |                          |                          |                          |                          |                          |  |  |
|                  |                  |                  |                  |                       |                       |                       |                       |                       |                       |                       |                       |                       |                       |  |  |                       |                       |                       |                       |                       |                       |  |  |                        |                        |                        |                        |                        |                        |  |  |              |              |              |              |                   |                   |                   |                   |                   |                   |                   |                   |                   |                   |  |  |                     |                     |                     |                     |                     |                     |  |  |                   |                   |                   |                   |                   |                   |  |  |                   |                   |                   |                   |                   |                   |                  |                  |                          |                          |                          |                          |                          |                          |  |  |
| Louise Rose Rast | Louise Rose Rast | Louise Rose Rast | Louise Rose Rast | Louise Rose Rast      | Louise Rose Rast      |                       |                       | Herbert Arthur Disney | Herbert Arthur Disney | Herbert Arthur Disney | Herbert Arthur Disney | Herbert Arthur Disney | Herbert Arthur Disney |  |  | Meredith A. Boyington | Meredith A. Boyington | Meredith A. Boyington | Meredith A. Boyington | Meredith A. Boyington | Meredith A. Boyington |  |  | Raymond Arnold Disney  | Raymond Arnold Disney  | Raymond Arnold Disney  | Raymond Arnold Disney  | Raymond Arnold Disney  | Raymond Arnold Disney  |  |  | Edna Francis | Edna Francis | Edna Francis | Edna Francis | Edna Francis      | Edna Francis      |                   |                   | Roy Oliver Disney | Roy Oliver Disney | Roy Oliver Disney | Roy Oliver Disney | Roy Oliver Disney | Roy Oliver Disney |  |  | Walter Elias Disney | Walter Elias Disney | Walter Elias Disney | Walter Elias Disney | Walter Elias Disney | Walter Elias Disney |  |  | Lilian Bounds     | Lilian Bounds     | Lilian Bounds     | Lilian Bounds     | Lilian Bounds     | Lilian Bounds     |  |  | Ruth Flora Disney | Ruth Flora Disney | Ruth Flora Disney | Ruth Flora Disney | Ruth Flora Disney | Ruth Flora Disney |                  |                  | Theodore Charles Beecher | Theodore Charles Beecher | Theodore Charles Beecher | Theodore Charles Beecher | Theodore Charles Beecher | Theodore Charles Beecher |  |  |
| Louise Rose Rast | Louise Rose Rast | Louise Rose Rast | Louise Rose Rast | Louise Rose Rast      | Louise Rose Rast      |                       |                       | Herbert Arthur Disney | Herbert Arthur Disney | Herbert Arthur Disney | Herbert Arthur Disney | Herbert Arthur Disney | Herbert Arthur Disney |  |  | Meredith A. Boyington | Meredith A. Boyington | Meredith A. Boyington | Meredith A. Boyington | Meredith A. Boyington | Meredith A. Boyington |  |  | Raymond Arnold Disney  | Raymond Arnold Disney  | Raymond Arnold Disney  | Raymond Arnold Disney  | Raymond Arnold Disney  | Raymond Arnold Disney  |  |  | Edna Francis | Edna Francis | Edna Francis | Edna Francis | Edna Francis      | Edna Francis      |                   |                   | Roy Oliver Disney | Roy Oliver Disney | Roy Oliver Disney | Roy Oliver Disney | Roy Oliver Disney | Roy Oliver Disney |  |  | Walter Elias Disney | Walter Elias Disney | Walter Elias Disney | Walter Elias Disney | Walter Elias Disney | Walter Elias Disney |  |  | Lilian Bounds     | Lilian Bounds     | Lilian Bounds     | Lilian Bounds     | Lilian Bounds     | Lilian Bounds     |  |  | Ruth Flora Disney | Ruth Flora Disney | Ruth Flora Disney | Ruth Flora Disney | Ruth Flora Disney | Ruth Flora Disney |                  |                  | Theodore Charles Beecher | Theodore Charles Beecher | Theodore Charles Beecher | Theodore Charles Beecher | Theodore Charles Beecher | Theodore Charles Beecher |  |  |
|                  |                  |                  |                  |                       |                       |                       |                       |                       |                       |                       |                       |                       |                       |  |  |                       |                       |                       |                       |                       |                       |  |  |                        |                        |                        |                        |                        |                        |  |  |              |              |              |              |                   |                   |                   |                   |                   |                   |                   |                   |                   |                   |  |  |                     |                     |                     |                     |                     |                     |  |  |                   |                   |                   |                   |                   |                   |  |  |                   |                   |                   |                   |                   |                   |                  |                  |                          |                          |                          |                          |                          |                          |  |  |
|                  |                  |                  |                  |                       |                       |                       |                       |                       |                       |                       |                       |                       |                       |  |  |                       |                       |                       |                       |                       |                       |  |  |                        |                        |                        |                        |                        |                        |  |  |              |              |              |              |                   |                   |                   |                   |                   |                   |                   |                   |                   |                   |  |  |                     |                     |                     |                     |                     |                     |  |  |                   |                   |                   |                   |                   |                   |  |  |                   |                   |                   |                   |                   |                   |                  |                  |                          |                          |                          |                          |                          |                          |  |  |
|                  |                  |                  |                  | Dorothy Louise Disney | Dorothy Louise Disney | Dorothy Louise Disney | Dorothy Louise Disney | Dorothy Louise Disney | Dorothy Louise Disney |                       |                       |                       |                       |  |  | Charles Elias Disney  | Charles Elias Disney  | Charles Elias Disney  | Charles Elias Disney  | Charles Elias Disney  | Charles Elias Disney  |  |  | Daniel (Winter) Disney | Daniel (Winter) Disney | Daniel (Winter) Disney | Daniel (Winter) Disney | Daniel (Winter) Disney | Daniel (Winter) Disney |  |  |              |              |              |              | Roy Edward Disney | Roy Edward Disney | Roy Edward Disney | Roy Edward Disney | Roy Edward Disney | Roy Edward Disney |                   |                   |                   |                   |  |  | Diane Marie Disney  | Diane Marie Disney  | Diane Marie Disney  | Diane Marie Disney  | Diane Marie Disney  | Diane Marie Disney  |  |  | Sharon Mae Disney | Sharon Mae Disney | Sharon Mae Disney | Sharon Mae Disney | Sharon Mae Disney | Sharon Mae Disney |  |  |                   |                   |                   |                   | Theodore Beecher  | Theodore Beecher  | Theodore Beecher | Theodore Beecher | Theodore Beecher         | Theodore Beecher         |                          |                          |                          |                          |  |  |